# NGC 2275
NGC 2275 est une galaxie spirale cotonneuse située dans la constellation des Gémeaux. NGC 2275 a été découverte par l'astronome germano-britannique William Herschel en 1786.

## Caractéristiques
Sa vitesse par rapport au fond diffus cosmologique est de 5 026 ± 21 km/s, ce qui correspond à une distance de Hubble de 74,1 ± 5,2 Mpc (∼242 millions d'al).

## Groupe de NGC 2274
NGC 2275 fait partie du groupe de NGC 2274, qui compte au moins 4 membres. Les trois autres galaxies du groupe sont NGC 2274 et NGC 2290 et UGC 3537.

### Paire de galaxies
NGC 2275 et NGC 2274 sont proches sur la sphère céleste et ces galaxies sont à peu près à la même distance de nous. Elles forment une paire de galaxie.